# Xã Saline, Quận Sevier, Arkansas
Xã Saline (tiếng Anh: Saline Township) là một xã thuộc quận Sevier, tiểu bang Arkansas, Hoa Kỳ. Năm 2010, dân số của xã này là 251 người.